# Гелен (Нидерланды)
Геле́н (нидерл. Geleen, лимб. Gelaen) — город в южной части провинции Лимбург (Нидерланды).
Население: 32 790 человек (2006 год).
Город располагается вдоль реки Геленбек (правого притока река Маас).

## История
Здесь найдены останки одной из древнейших доисторических ферм в Нидерландах.
До конца XIX века Гелен был небольшой деревней.
В XX веке эксплуатация угольных шахт в этом регионе (в том числе, находящейся около Гелена крупнейшей в Европе государственной угольной шахты «Мориц») способствовал быстрому росту населения города. В 1960-е и 1970-е годы все голландские угольные шахты в этой части провинции были закрыты.
Лишившись статуса самостоятельной общины, Гелен с 1 января 2001 года вместе с городами Ситтард и Борн входит в состав новообразованной общины Ситтард-Гелен.
С 1962 года Гелен — побратим французского Понтуаза.

## Транспорт
В городе расположены две железнодорожные станции: Гелен-Люттераде (линия Ситтард — Маастрихт) и Гелен-Восточный (линия Ситтард — Херлен).
Через город проходит две автомагистрали: A2 и A76.

## Спорт
В городе базировался серебряный призёр чемпионата Нидерландов (1956/1957) и двукратный (1957, 1964) обладатель кубка страны — футбольный клуб «Фортуна '54» (в 1968 году объединился «Ситардией», образовав «Фортуну»).
В Гелене родился голландский футбольный тренер Тон Каанен.